# Mistrzostwa Polski w Judo 2014
Mistrzostwa Polski w Judo 2014 – 58. edycja mistrzostw, która odbyła się w Katowicach w dniach 3 – 4 października 2014 roku. 

## Medaliści

### Kobiety
| Kategoria:    | Złoto:                                | Srebro:                                 | Brąz:                                                                       |
| do 48 kg      | Ewa Konieczny (Czarni Bytom)          | Kinga Kubicka (Flota Gdynia)            | Maja Rasińska (Gwardia Bielsko-Biała) Joanna Stankiewicz (AZS AWF Warszawa) |
| do 52 kg      | Karolina Pieńkowska (AZS UW Warszawa) | Agata Perenc (Polonia Rybnik)           | Zuzanna Pawlikowska (AZS AWFiS Gdańsk) Dorota Smorzewska (Sensei Płock)     |
| do 57 kg      | Arleta Podolak (Czarni Bytom)         | Dominika Błach (Gwardia Opole)          | Anna Borowska (Polonia Rybnik) Magdalena Miller (AZS AWFiS Gdańsk)          |
| do 63 kg      | Agata Ozdoba (AZS AWF Gdańsk)         | Karolina Tałach (Wybrzeże Gdańsk)       | Justyna Karpała (AZS AWF Wrocław) Agnieszka Bezrączko (AZS AWF Katowice)    |
| do 70 kg      | Katarzyna Kłys (UKS Judo Kraków)      | Aleksandra Jabłońska (AZS AWFiS Gdańsk) | Barbara Białas (Czarni Bytom) Sandra Lickun (Gwardia Koszalin)              |
| do 78 kg      | Daria Pogorzelec (Wybrzeże Gdańsk)    | Katarzyna Furmanek (AZS AWFiS Gdańsk)   | Katarzyna Szlendak (MKS Chełm)                                              |
| powyżej 78 kg | Joanna Jaworska (AZS AWFiS Gdańsk)    | Anna Załęczna (Judo Toruń)              | Wiktoria Oleksiewicz (Makowiec Skaryszew) Marta Rózga (Gwardia Łódź)        |

### Mężczyźni
| Kategoria:     | Złoto:                                | Srebro:                             | Brąz:                                                                             |
| do 60 kg       | Bartłomiej Garbacik (Wisła Kraków)    | Grzegorz Wieczorek (Czarni Bytom)   | Sebastian Sojka (Gwardia Bielsko-Biała) Maciej Grzyb (Drako 79 Warszawa)          |
| do 66 kg       | Aleksander Beta (Gwardia Łódź)        | Tomasz Kowalski (KS Judo AZS Opole) | Marek Kręcielewski (Gwardia Warszawa) Paweł Zagrodnik (Czarni Bytom)              |
| do 73 kg       | Krzysztof Wiłkomirski (Musu Warszawa) | Damian Stępień (Żak Kielce)         | Damian Szwarnowiecki (Gwardia Wrocław) Wiktor Mrówczyński (Wojownik Skierniewice) |
| do 81 kg       | Łukasz Błach (Śląsk Wrocław)          | Jakub Kubieniec (AZS AWF Katowice)  | Sebastian Przybysz (AZS AWFiS Gdańsk) Maciej Tworzydło (Klub Judo AZS Opole)      |
| do 90 kg       | Piotr Kuczera (Polonia Rybnik)        | Kamil Kozłowski (Gwardia Olsztyn)   | Rafał Kozłowski (Gwardia Wrocław) Igor Dzierżanowski (AON Warszawa)               |
| do 100 kg      | Jakub Wójcik (AZS AWF Wrocław)        | Kacper Larem (Gwardia Warszawa)     | Tomasz Domański (AZS AWFiS Gdańsk) Leszek Marek (Flota Gdynia)                    |
| powyżej 100 kg | Maciej Sarnacki (Gwardia Olsztyn)     | Damian Nasiadko (Wybrzeże Gdańsk)   | Kamil Grabowski (Czarni Bytom) Tomasz Tałach (Wybrzeże Gdańsk)                    |